# فرودگاه صحرایی ویلد
فرودگاه صحرایی ویلد (به انگلیسی: North Weald Airfield) یک فرودگاه خصوصی است که یک باند فرود آسفالت دارد و طول باند آن ۱۹۳۰ متر است. این فرودگاه در کشور ایالات متحده آمریکا قرار دارد و در ارتفاع ۹۸ متری از سطح دریا واقع شده است.